# 省エネルギー月間
省エネルギー月間（しょうエネルギーげっかん）とは、日本国民の省エネルギー意識の高揚と一層の定着を図るための啓発運動月間。

## 制定
1977年（昭和52年）に「資源とエネルギーを大切にする運動本部」が制定。毎年2月1日–2月28日（閏年は2月29日まで）。
これは、厳寒期であり冬季のエネルギー需要期である2月を中心とした期間である。

## 内容
期間中は省エネルギーに関する各種行事が実施される。